# Nové Sedliště

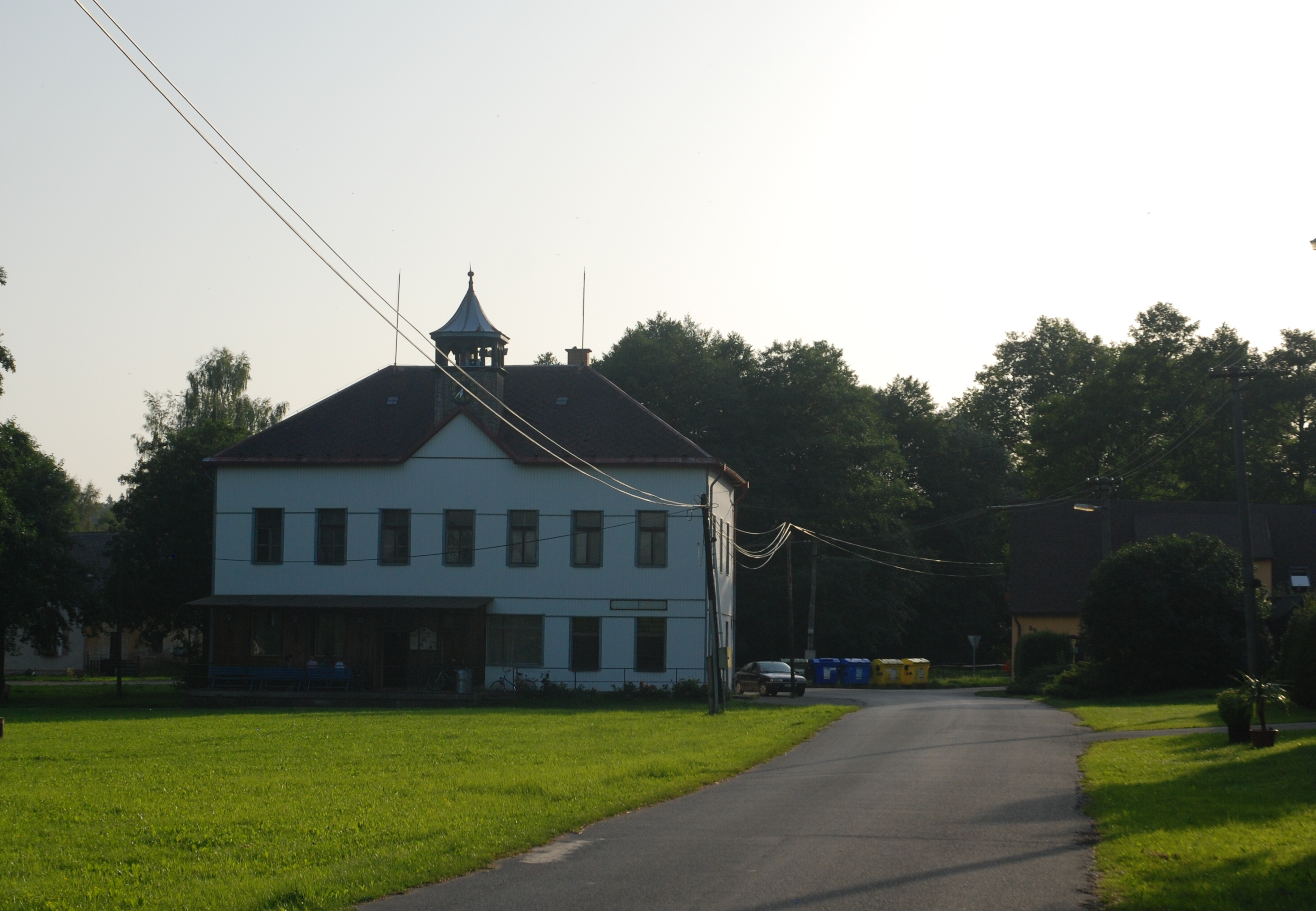
Schlösschen

Nové Sedliště (deutsch Neu Zedlisch) ist ein Ortsteil der Gemeinde Staré Sedliště  (deutsch Alt Zedlisch) in Tschechien.  Er liegt sieben Kilometer südöstlich von Tachov in einer Höhe von 512 m.

## Geschichte
Die erste Erwähnung von Zedlissie stammt aus dem Jahre 1177 und meint das benachbarte Alt Zedlisch. Das Dorf Neu Zedlisch wird erstmals 1427 erwähnt. Die oberhalb des Dorfs errichtete Dreifaltigkeitskirche wurde im Dreißigjährigen Krieg eingeäschert und erst Ende des 18. Jahrhunderts wieder instand gesetzt. Im Jahre 1792 errichtete der Glasunternehmer Franz Koller das bis heute erhaltene Schlösschen des Ortes.
Die ehemalige jüdische Gemeinde des Ortes errichtete eine Synagoge, die nicht mehr existiert. An die Gemeinde erinnert heute noch der am westlichen Ortsrand gelegene jüdische Friedhof mit Grabsteinen ab dem frühen 18. Jahrhundert.
Nach dem Münchner Abkommen wurde der Ort dem Deutschen Reich zugeschlagen und gehörte bis 1945 zum Landkreis Tachau. 1945 besetzten amerikanische Soldaten den Ort. Bis 1946 wurden die deutschen Einwohner zwangsweise ausgewiesen. 
1991 hatte der Ort 85 Einwohner. Im Jahre 2001 bestand das Dorf aus 37 Wohnhäusern, in denen 78 Menschen lebten.